# اکبر دودکار
اکبر دودکار (زاده ۳ مهر ۱۳۰۴ – درگذشتهٔ ۱ مرداد ۱۳۸۴)، بازیگر سینما، تلویزیون و تئاتر بود.

## زندگیٍ هنری
با رونق تئاتر در رشت، اکبر دودکار نیز فعالیت هنری‌اش را آغاز کرد. او در استخدام ارتش بود و هم‌زمان در فعالیت‌های هنری شرکت داشت. یک سال پس از بازنشستگی در سال ۱۳۵۰، به تئاتر دهقان تهران پیوست و در سینما و تلویزیون نیز ظاهر شد.
بازی او در سریال‌هایی مانند دایی جان ناپلئون (ناصر تقوایی) و هزاردستان (علی حاتمی) شایان ذکر است.

## درگذشت
این هنرمند اول مردادماه ۱۳۸۴، در سن ۷۹ سالگی درگذشت. پیکر او در قطعه هنرمندان بهشت زهرا به خاک سپرده شد.

## فیلم‌شناسی
- ۱۳۷۹ - دختری به نام تندر
- ۱۳۷۸ - دارا و ندار
- ۱۳۷۸ - عشق شیشه‌ای
- ۱۳۷۵ - شب روباه
- ۱۳۷۵ - فصل پنجم
- ۱۳۷۵ - معجزهٔ خنده
- ۱۳۷۴ - پاک‌باخته
- ۱۳۷۴ - تعطیلات تابستانی
- ۱۳۷۴ - مرد آفتابی
- ۱۳۷۳ - کلاه‌قرمزی و پسرخاله
- ۱۳۷۳ - شریک زندگی
- ۱۳۷۲ - پادزهر
- ۱۳۷۲ - ترانزیت
- ۱۳۷۲ - چشم شیطان
- ۱۳۷۲ - دمرل
- ۱۳۷۱ - دلاوران کوچه دلگشا
- ۱۳۷۱ - عیالوار
- ۱۳۷۰ - آقای بخشدار
- ۱۳۷۰ - دو نفر و نصفی
- ۱۳۷۰ - راز چشمهٔ سرخ
- ۱۳۷۰ - سیرک بزرگ
- ۱۳۷۰ - شانس زندگی
- ۱۳۷۰ - مدرسهٔ پیرمردها
- ۱۳۶۹ - آپارتمان شماره ۱۳
- ۱۳۶۹ - رنو تهران - ۲۹
- ۱۳۶۹ - شهر خاکستری
- ۱۳۶۸ - بازی تمام شد
- ۱۳۶۸ - تا مرز دیدار
- ۱۳۶۸ - دل نمک
- ۱۳۶۸ - رانده‌شده
- ۱۳۶۷ - طوبی
- ۱۳۶۷ - گراند سینما
- ۱۳۶۷ - گلنار
- ۱۳۶۶ - خارج از محدوده
- ۱۳۶۶ - در انتظار شیطان
- ۱۳۶۶ - شاید وقتی دیگر
- ۱۳۶۵ - باشو، غریبه‌ی کوچک
- ۱۳۶۵ - شبح کژدم
- ۱۳۶۴ - مردی که موش شد
- ۱۳۶۳ - جنجال بزرگ
- ۱۳۶۳ - راه دوم
- ۱۳۶۳ - مردی که زیاد می‌دانست
- ۱۳۶۲ - کمال‌الملک
- ۱۳۵۶ - در امتداد شب

### تلویزیون
| سال       | نام                  | سمت          | کارگردان         | توضیحات                                                |
| --------- | -------------------- | ------------ | ---------------- | ------------------------------------------------------ |
| ۱۳۸۲      | کوچه اقاقیا          | بازیگر       | رضا عطاران       |                                                        |
| ۱۳۸۰      | خانه آرزوها          | بازیگر مهمان | حسین سهیلی‌زاده   | شبکه ۲                                                 |
| ۱۳۸۰–۱۳۷۹ | چراغ جادو            | بازیگر       | همایون اسعدیان   |                                                        |
| ۱۳۷۹      | مسافر ری             | بازیگر       | داوود میرباقری   | شبکه ۱                                                 |
| ۱۳۷۹      | معجزه ازدواج         | بازیگر       | علیرضا خمسه      | شبکه ۲                                                 |
| ۱۳۷۸      | شب روباه             | بازیگر       | همایون اسعدیان   | این مجموعه تلویزیونی، یک نسخه سینمایی هم دارد.         |
| ۱۳۷۸      | کوی دامون            | بازیگر       | عباس رنجبر       | شبکه ۱                                                 |
| ۱۳۷۸      | کاشانه               | بازیگر       | قاسم جعفری       | شبکه ۳                                                 |
| ۱۳۷۸      | دردسر بزرگ           | بازیگر       | علی عبدالعلی‌زاده | در نوروز ۱۳۷۹ از شبکه ۲ پخش شد.                        |
| ۱۳۷۸–۱۳۷۷ | عید آن سال‌ها         | بازیگر       | سعید ابراهیمی‌فر  |                                                        |
| ۱۳۷۸–۱۳۷۷ | محاکمه               | بازیگر       | حسن هدایت        | شبکه ۱                                                 |
| ۱۳۷۸–۱۳۷۷ | زیر بازارچه          | بازیگر       | رضا ژیان         | در تعطیلات نوروز از شبکه ۲ پخش می‌شد.                   |
| ۱۳۷۷      | بهارنامه             | بازیگر       | علیرضا خمسه      | شبکه ۳                                                 |
| ۱۳۷۷–۱۳۷۶ | معجزه نوروزی         | بازیگر       | محرم زینال‌زاده   | در نوروز ۱۳۷۷ از شبکه ۲ پخش شد.                        |
| ۱۳۷۷–۱۳۷۶ | پسران عاقل           | بازیگر مهمان | فریدون حسن‌پور    | برنامه کودک و نوجوان شبکه ۲                            |
| ۱۳۷۶      | گالری ۹              | بازیگر       | غلامرضا رمضانی   | شبکه تهران                                             |
| ۱۳۷۶      | گردن‌بند              | بازیگر       | سیدهاشم میرطالبی | در رمضان ۱۳۷۶ از شبکه ۳ پخش شد.                        |
| ۱۳۷۶–۱۳۷۵ | تهران ۱۱–۵۹۵ ج ۴۸    | بازیگر       | مرضیه برومند     | بازی در اپیزود «یک قرار مهم»                           |
| ۱۳۷۵      | کارآگاه علوی         | بازیگر       | حسن هدایت        |                                                        |
| ۱۳۷۵      | به رنگ صدف           | بازیگر       | عباس رنجبر       | شبکه ۱                                                 |
| ۱۳۷۵      | مدرسه مادربزرگ‌ها     | بازیگر       | غلامرضا رمضانی   | شبکه تهران                                             |
| ۱۳۷۴      | نابغه‌های قرن بیستم   | بازیگر       | حسین محب‌اهری     | شبکه ۳                                                 |
| ۱۳۷۴      | مجموعه «قصه شب سیما» | بازیگر       | مسعود فروتن      | بازی در اپیزودهای «به سوی زندگی» و «خانه عشق» - شبکه ۱ |
| ۱۳۷۴      | کت و شلوار خواستگاری | بازیگر       | سعید سلطانی      | در نوروز ۱۳۷۵ از شبکه ۱ پخش شد.                        |
| ۱۳۷۴      | کارآگاه - سری اول    | بازیگر       | حسن هدایت        | شبکه ۱                                                 |
| ۱۳۷۴      | لحظه‌های آشنا         | بازیگر       | سید مجتبی یاسینی | در ایام رمضان، در برنامه کودک و نوجوان پخش می‌شد.       |
| ۱۳۷۳      | اشتباه در اشتباه     | بازیگر       | جواد انصافی      | شبکه ۱ کارگردان تلویزیونی: «علی عسگری»                 |
| ۱۳۷۳      | ردپای دوست           | بازیگر       | عباس رنجبر       | شبکه ۲                                                 |
| ۱۳۷۳      | دوستان خوب           | بازیگر       | فریدون حسن‌پور    | از برنامه کودک و نوجوان شبکه ۲ پخش می‌شد.               |
| ۱۳۷۲      | پدرسالار             | بازیگر       | اکبر خواجویی     | شبکه ۲                                                 |
| ۱۳۷۰      | جستجو                | بازیگر       | خسرو ملکان       | از برنامه کودک و نوجوان شبکه ۱ پخش شد.                 |
| ۱۳۷۰      | ماجرا                | بازیگر       | سیاوش دولت‌سرایی  |                                                        |
| ۱۳۶۹      | همراهان              | بازیگر       | ؟                |                                                        |
| ۱۳۶۸      | ازدواج پر ماجرا      | بازیگر       | منوچهر پوراحمد   | در نوروز ۱۳۶۹ از شبکه ۱ پخش شد.                        |
| ۱۳۶۵      | خبرنامه              | بازیگر       | منصور تهرانی     | از برنامه کودک و نوجوان شبکه ۲ پخش می‌شد.               |
| ۱۳۶۴      | گلاب بپاش            | بازیگر       | سعید نیک‌پور      |                                                        |
| ۱۳۶۳      | طالب                 | بازیگر       | عبدالرضا اکبری   |                                                        |
| ۱۳۶۳      | افسانه سلطان و شبان  | بازیگر       | داریوش فرهنگ     | شبکه ۱                                                 |
| ۱۳۶۲      | طبل توخالی           | بازیگر       | احمد نجیب‌زاده    | در دهه فجر ۱۳۶۲ از شبکه ۱ پخش شد.                      |
| ۱۳۶۱      | تله‌تئاتر «میز»       | بازیگر       | داریوش مؤدبیان   | کارگردان تلویزیونی: «گیتی جوادی»                       |
| ۱۳۶۶–۱۳۵۸ | هزاردستان            | بازیگر       | علی حاتمی        |                                                        |
| ۱۳۵۴–۱۳۵۵ | دایی‌جان ناپلئون      | بازیگر       | ناصر تقوایی      | نخستین بار در سال ۱۳۵۵ پخش شد.                         |
| ۱۳۵۳      | تلخ و شیرین          | بازیگر       | منصور پورمند     |                                                        |